# Mistrzostwa Świata w Piłce Ręcznej Kobiet 2009
Mistrzostwa Świata w Piłce Ręcznej Kobiet 2009 – dziewiętnaste mistrzostwa świata w piłce ręcznej kobiet, zawody sportowe rangi mistrzowskiej organizowane przez IHF, które odbyły się w sześciu miastach Chin w dniach 5–20 grudnia 2009 roku. W turnieju brały udział 24 zespoły, automatycznie do mistrzostw awansowały Rosjanki jako obrończynie tytułu oraz Chinki jako gospodynie imprezy. O pozostałe miejsca odbywały się kontynentalne kwalifikacje.
Tytuł mistrzyń świata obroniły Rosjanki pokonując w finale Francuzki, brązowy medal wywalczyły zaś Norweżki.
Po zakończonym turnieju IHF opublikowała statystyki indywidualne i drużynowe.

## Informacje ogólne
Mistrzostwa rozegrano w sześciu halach w sześciu miastach, a nad ich przebiegiem czuwało siedemnaście par arbitrów. Losowanie grup zaplanowano na 15 lipca 2009 roku w siedzibie IHF w Bazylei i w jego wyniku utworzono cztery sześciozespołowe grupy. Zawody były transmitowane w Internecie. Ich logo stanowił stylizowany kwiat jaśminu, zarazem symbol prowincji Jiangsu, zaś maskotką został wół z uwagi na fakt, iż 2009 według chińskiego kalendarza był właśnie rokiem Wołu.
Reprezentacje w pierwszej fazie rywalizowały w ramach czterech sześciozespołowych grup systemem kołowym. Zwycięzca meczu zyskiwał dwa punkty, za remis przysługiwał jeden punkt, porażka nie była punktowana, a trzy czołowe zespoły z każdej grupy awansowały do fazy zasadniczej. Przy ustalaniu rankingu po fazie grupowej w przypadku tej samej liczby punktów lokaty zespołów były ustalane kolejno na podstawie:
- wyników meczów pomiędzy zainteresowanymi drużynami;
- lepszego bilansu bramek w meczach pomiędzy zainteresowanymi drużynami;
- większej liczby zdobytych bramek w meczach pomiędzy zainteresowanymi drużynami;
- lepszego bilansu bramek zdobytych i straconych;
- większej liczby zdobytych bramek;
- losowania.

## Obiekty
| Nankin            | NankinSuzhouWuxiChangzhouYangzhou | Suzhou          |
| Pojemność: 13 000 | NankinSuzhouWuxiChangzhouYangzhou | Pojemność: 6000 |
|                   | NankinSuzhouWuxiChangzhouYangzhou |                 |
| Wuxi              | NankinSuzhouWuxiChangzhouYangzhou | Changzhou       |
| Pojemność: 7155   | NankinSuzhouWuxiChangzhouYangzhou | Pojemność: 6000 |
|                   | NankinSuzhouWuxiChangzhouYangzhou |                 |
| Yangzhou          | NankinSuzhouWuxiChangzhouYangzhou | Zhangjiagang    |
| Pojemność: 5500   | NankinSuzhouWuxiChangzhouYangzhou | Pojemność: 3750 |
|                   | NankinSuzhouWuxiChangzhouYangzhou |                 |

## Zakwalifikowane zespoły
| Kraj                     | Strefa kwalifikacyjna                | Mistrzostwa 2007 |
| ------------------------ | ------------------------------------ | ---------------- |
| Chiny                    | Gospodarz                            | 21. miejsce      |
| Rosja                    | Mistrzostwa Świata 2007              | Mistrzostwo      |
| Norwegia                 | Mistrzostwa Europy 2008 – 1. miejsce | 2. miejsce       |
| Hiszpania                | Mistrzostwa Europy 2008 – 2 miejsce  | 10. miejsce      |
| Węgry                    | Europa – Play-off                    | 8. miejsce       |
| Szwecja                  | Europa – Play-off                    | –                |
| Niemcy                   | Europa – Play-off                    | 3. miejsce       |
| Francja                  | Europa – Play-off                    | 5. miejsce       |
| Rumunia                  | Europa – Play-off                    | 4. miejsce       |
| Austria                  | Europa – Play-off                    | 16. miejsce      |
| Dania                    | Europa – Play-off                    | –                |
| Ukraina                  | Europa – Play-off                    | 13. miejsce      |
| Korea Południowa         | Mistrzostwa Azji 2008 – 1 miejsce    | 6. miejsce       |
| Japonia                  | Mistrzostwa Azji 2008 – 3 miejsce    | 19. miejsce      |
| Tajlandia                | Mistrzostwa Azji 2008 – 4 miejsce    | –                |
| Kazachstan               | Mistrzostwa Azji 2008 – 5 miejsce    | 18. miejsce      |
| Angola                   | Mistrzostwa Afryki 2008 – 1 miejsce  | 7. miejsce       |
| Wybrzeże Kości Słoniowej | Mistrzostwa Afryki 2008 – 2 miejsce  | –                |
| Kongo                    | Mistrzostwa Afryki 2008 – 3 miejsce  | 17. miejsce      |
| Tunezja                  | Mistrzostwa Afryki 2008 – 4 miejsce  | 15. miejsce      |
| Argentyna                | Mistrzostwa Ameryki 2009 – 1 miejsce | 20. miejsce      |
| Brazylia                 | Mistrzostwa Ameryki 2009 – 2 miejsce | 14. miejsce      |
| Chile                    | Mistrzostwa Ameryki 2009 – 3 miejsce | –                |
| Australia                | Mistrz Oceanii 2009                  | 24. miejsce      |

## Eliminacje
Dwa zespoły miały zapewniony automatyczny awans, o dwadzieścia dwa miejsca w turnieju finałowym toczyły się natomiast kontynentalne eliminacje. Wolne miejsca zostały podzielone według następującego klucza geograficznego: Europie przydzielono 10 miejsc, Azji i Afryce przyznano cztery miejsca, Ameryce (Południowej wspólnie z Północną) przypadły trzy, a jedno Oceanii.

## Faza wstępna

### Grupa A
| 5 grudnia 200917:00 | Francja   | 20:22(9:13) | Brazylia    | Wuxi Sports Center, Wuxi Widzów: 150 Sędzia: Opava, Válek |
| 5 grudnia 200917:00 | Dembélé 6 | 20:22(9:13) | Rodrigues 7 | Wuxi Sports Center, Wuxi Widzów: 150 Sędzia: Opava, Válek |

| 5 grudnia 200919:00 | Szwecja               | 28:19(9:9) | Kongo                      | Wuxi Sports Center, Wuxi Widzów: 300 Sędzia: Raluy, Sabroso |
| 5 grudnia 200919:00 | Flognman, Wikensten 5 | 28:19(9:9) | Itoua Atsono, Okoye Mbon 4 | Wuxi Sports Center, Wuxi Widzów: 300 Sędzia: Raluy, Sabroso |

| 5 grudnia 200921:00 | Niemcy     | 26:27(10:15) | Dania                                | Wuxi Sports Center, Wuxi Widzów: 700 Sędzia: Horváth, Márton |
| 5 grudnia 200921:00 | Mietzner 9 | 26:27(10:15) | Augustesen, L. Mortensen, Troelsen 6 | Wuxi Sports Center, Wuxi Widzów: 700 Sędzia: Horváth, Márton |

| 6 grudnia 200917:00 | Kongo                                 | 23:36(10:15) | Niemcy    | Wuxi Sports Center, Wuxi Widzów: 100 Sędzia: Florescu, Duţă |
| 6 grudnia 200917:00 | Essopondo, Itoua Atsono, Okoye Mbon 4 | 23:36(10:15) | Neukamp 8 | Wuxi Sports Center, Wuxi Widzów: 100 Sędzia: Florescu, Duţă |

| 6 grudnia 200919:00 | Brazylia    | 23:26(8:14) | Szwecja | Wuxi Sports Center, Wuxi Widzów: 350 Sędzia: Horváth, Márton |
| 6 grudnia 200919:00 | Rodrigues 6 | 23:26(8:14) | Ahlm 5  | Wuxi Sports Center, Wuxi Widzów: 350 Sędzia: Horváth, Márton |

| 6 grudnia 200921:00 | Dania   | 24:16(11:8) | Francja  | Wuxi Sports Center, Wuxi Widzów: 150 Sędzia: Raluy, Sabroso |
| 6 grudnia 200921:00 | Dalby 8 | 24:16(11:8) | Pineau 4 | Wuxi Sports Center, Wuxi Widzów: 150 Sędzia: Raluy, Sabroso |

| 7 grudnia 200917:00 | Niemcy    | 32:30(19:12) | Brazylia    | Wuxi Sports Center, Wuxi Widzów: 250 Sędzia: Raluy, Sabroso |
| 7 grudnia 200917:00 | Neukamp 8 | 32:30(19:12) | Pinheiro 10 | Wuxi Sports Center, Wuxi Widzów: 250 Sędzia: Raluy, Sabroso |

| 7 grudnia 200919:00 | Dania                  | 37:24(20:12) | Kongo        | Wuxi Sports Center, Wuxi Widzów: 300 Sędzia: Opava, Válek |
| 7 grudnia 200919:00 | Kastrup, L. Pedersen 7 | 37:24(20:12) | Okoye Mbon 7 | Wuxi Sports Center, Wuxi Widzów: 300 Sędzia: Opava, Válek |

| 7 grudnia 200921:00 | Francja   | 23:21(9:13) | Szwecja | Wuxi Sports Center, Wuxi Widzów: 200 Sędzia: Florescu, Duţă |
| 7 grudnia 200921:00 | Signaté 4 | 23:21(9:13) | Boson 5 | Wuxi Sports Center, Wuxi Widzów: 200 Sędzia: Florescu, Duţă |

| 9 grudnia 200917:00 | Francja | 29:22(14:9) | Kongo                   | Wuxi Sports Center, Wuxi Widzów: 100 Sędzia: Horváth, Márton |
| 9 grudnia 200917:00 | Limal 5 | 29:22(14:9) | Bassarila, Okoye Mbon 7 | Wuxi Sports Center, Wuxi Widzów: 100 Sędzia: Horváth, Márton |

| 9 grudnia 200919:00 | Brazylia                      | 21:28(9:14) | Dania      | Wuxi Sports Center, Wuxi Widzów: 402 Sędzia: Florescu, Duţă |
| 9 grudnia 200919:00 | Amorim, da Costa, Rodrigues 4 | 21:28(9:14) | Troelsen 6 | Wuxi Sports Center, Wuxi Widzów: 402 Sędzia: Florescu, Duţă |

| 9 grudnia 200921:00 | Szwecja            | 27:33(12:18) | Niemcy     | Wuxi Sports Center, Wuxi Widzów: 200 Sędzia: Opava, Válek, |
| 9 grudnia 200921:00 | Isakson, Gulldén 5 | 27:33(12:18) | Mietzner 9 | Wuxi Sports Center, Wuxi Widzów: 200 Sędzia: Opava, Válek, |

| 10 grudnia 200917:00 | Kongo          | 28:36(13:19) | Brazylia    | Wuxi Sports Center, Wuxi Widzów: 100 Sędzia: Opava, Válek |
| 10 grudnia 200917:00 | Itoua Atsono 8 | 28:36(13:19) | da Costa 13 | Wuxi Sports Center, Wuxi Widzów: 100 Sędzia: Opava, Válek |

| 10 grudnia 200919:00 | Niemcy     | 15:29(10:10) | Francja | Wuxi Sports Center, Wuxi Widzów: 300 Sędzia: Horváth, Márton |
| 10 grudnia 200919:00 | Mietzner 5 | 15:29(10:10) | Mendy 6 | Wuxi Sports Center, Wuxi Widzów: 300 Sędzia: Horváth, Márton |

| 10 grudnia 200921:00 | Szwecja | 27:23(14:10) | Dania          | Wuxi Sports Center, Wuxi Widzów: 350 Sędzia: Raluy, Sabroso |
| 10 grudnia 200921:00 | Ahlm 7  | 27:23(14:10) | L. Mortensen 7 | Wuxi Sports Center, Wuxi Widzów: 350 Sędzia: Raluy, Sabroso |

### Grupa B
| 5 grudnia 200917:00 | Angola          | 39:9(22:6) | Australia  | Zhangjiagang Sports Center Gym, Zhangjiagang Widzów: 100 Sędzia: Behi, Farah |
| 5 grudnia 200917:00 | Wuta, Natália 6 | 39:9(22:6) | Sørensen 4 | Zhangjiagang Sports Center Gym, Zhangjiagang Widzów: 100 Sędzia: Behi, Farah |

| 5 grudnia 200919:00 | Austria | 52:11(24:7) | Tajlandia        | Zhangjiagang Sports Center Gym, Zhangjiagang Widzów: 250 Sędzia: Marina, Minore |
| 5 grudnia 200919:00 | Plach 8 | 52:11(24:7) | Sila, Thanawat 3 | Zhangjiagang Sports Center Gym, Zhangjiagang Widzów: 250 Sędzia: Marina, Minore |

| 5 grudnia 200921:00 | Rosja   | 27:18(11:10) | Ukraina       | Zhangjiagang Sports Center Gym, Zhangjiagang Widzów: 250 Sędzia: Andersen, Sødal |
| 5 grudnia 200921:00 | Turej 5 | 27:18(11:10) | Nikołajenko 5 | Zhangjiagang Sports Center Gym, Zhangjiagang Widzów: 250 Sędzia: Andersen, Sødal |

| 6 grudnia 200917:00 | Australia                       | 10:45(5:22) | Austria    | Zhangjiagang Sports Center Gym, Zhangjiagang Widzów: 100 Sędzia: Liu S., Liu F. |
| 6 grudnia 200917:00 | Sørensen, M. Kelly, Brunsberg 2 | 10:45(5:22) | Spiridon 8 | Zhangjiagang Sports Center Gym, Zhangjiagang Widzów: 100 Sędzia: Liu S., Liu F. |

| 6 grudnia 200919:00 | Ukraina      | 20:28(10:14) | Angola   | Zhangjiagang Sports Center Gym, Zhangjiagang Widzów: 1 000 Sędzia: Maria, Minore |
| 6 grudnia 200919:00 | Tsibulenko 6 | 20:28(10:14) | Elzira 9 | Zhangjiagang Sports Center Gym, Zhangjiagang Widzów: 1 000 Sędzia: Maria, Minore |

| 6 grudnia 200921:00 | Tajlandia  | 8:45(6:19) | Rosja         | Zhangjiagang Sports Center Gym, Zhangjiagang Widzów: 100 Sędzia: Beji, Farah |
| 6 grudnia 200921:00 | Thanawat 5 | 8:45(6:19) | Żylinskajte 8 | Zhangjiagang Sports Center Gym, Zhangjiagang Widzów: 100 Sędzia: Beji, Farah |

| 7 grudnia 200917:00 | Ukraina                   | 41:13(21:8) | Tajlandia    | Zhangjiagang Sports Center Gym, Zhangjiagang Widzów: 150 Sędzia: Liu S., Liu F. |
| 7 grudnia 200917:00 | Boklaszczuk, Tsibulenko 6 | 41:13(21:8) | Suphasanan 4 | Zhangjiagang Sports Center Gym, Zhangjiagang Widzów: 150 Sędzia: Liu S., Liu F. |

| 7 grudnia 200919:00 | Angola    | 21:28(12:16) | Austria  | Zhangjiagang Sports Center Gym, Zhangjiagang Widzów: 900 Sędzia: Andersen, Sødal |
| 7 grudnia 200919:00 | Elzira 10 | 21:28(12:16) | Engel 14 | Zhangjiagang Sports Center Gym, Zhangjiagang Widzów: 900 Sędzia: Andersen, Sødal |

| 7 grudnia 200921:00 | Rosja   | 48:8(27:3) | Australia  | Zhangjiagang Sports Center Gym, Zhangjiagang Widzów: 80 Sędzia: Marina, Minore |
| 7 grudnia 200921:00 | Turej 8 | 48:8(27:3) | Sørensen 3 | Zhangjiagang Sports Center Gym, Zhangjiagang Widzów: 80 Sędzia: Marina, Minore |

| 9 grudnia 200917:00 | Angola     | 36:16(21:5) | Tajlandia  | Zhangjiagang Sports Center Gym, Zhangjiagang Widzów: 60 Sędzia: Andersen, Sødal |
| 9 grudnia 200917:00 | Azenaide 9 | 36:16(21:5) | Thanawat 7 | Zhangjiagang Sports Center Gym, Zhangjiagang Widzów: 60 Sędzia: Andersen, Sødal |

| 9 grudnia 200919:00 | Australia          | 7:40(4:19) | Ukraina     | Zhangjiagang Sports Center Gym, Zhangjiagang Widzów: 750 Sędzia: Liu S., Liu F. |
| 9 grudnia 200919:00 | Sørensen, Thomas 2 | 7:40(4:19) | Szkliaruk 6 | Zhangjiagang Sports Center Gym, Zhangjiagang Widzów: 750 Sędzia: Liu S., Liu F. |

| 9 grudnia 200921:00 | Austria | 19:32(10:17) | Rosja   | Zhangjiagang Sports Center Gym, Zhangjiagang Widzów: 200 Sędzia: Beji, Farah |
| 9 grudnia 200921:00 | Engel 6 | 19:32(10:17) | Turej 7 | Zhangjiagang Sports Center Gym, Zhangjiagang Widzów: 200 Sędzia: Beji, Farah |

| 10 grudnia 200917:00 | Tajlandia | 25:18(13:10) | Australia  | Zhangjiagang Sports Center Gym, Zhangjiagang Widzów: 50 Sędzia: Liu S., Liu F. |
| 10 grudnia 200917:00 | Phonsen 7 | 25:18(13:10) | Sørensen 7 | Zhangjiagang Sports Center Gym, Zhangjiagang Widzów: 50 Sędzia: Liu S., Liu F. |

| 10 grudnia 200919:00 | Austria        | 31:32(17:15) | Ukraina        | Zhangjiagang Sports Center Gym, Zhangjiagang Widzów: 1 000 Sędzia: Marina, Minore |
| 10 grudnia 200919:00 | Subke, Engel 8 | 31:32(17:15) | Nikołajenko 10 | Zhangjiagang Sports Center Gym, Zhangjiagang Widzów: 1 000 Sędzia: Marina, Minore |

| 10 grudnia 200921:00 | Rosja      | 23:21(11:12) | Angola   | Zhangjiagang Sports Center Gym, Zhangjiagang Widzów: 120 Sędzia: Beji, Farah |
| 10 grudnia 200921:00 | Postnowa 5 | 23:21(11:12) | Elzira 8 | Zhangjiagang Sports Center Gym, Zhangjiagang Widzów: 120 Sędzia: Beji, Farah |

### Grupa C
| 5 grudnia 200917:15 | Rumunia   | 51:17(20:7) | Chile        | Suzhou Sports Center, Suzhou Widzów: 500 Sędzia: Līcis, Stoļarovs |
| 5 grudnia 200917:15 | Stanca 10 | 51:17(20:7) | Feuchtmann 6 | Suzhou Sports Center, Suzhou Widzów: 500 Sędzia: Līcis, Stoļarovs |

| 5 grudnia 200919:15 | Norwegia             | 34:19(15:9) | Japonia  | Suzhou Sports Center, Suzhou Widzów: 750 Sędzia: Guseva, Vartanian |
| 5 grudnia 200919:15 | Riegelhuth, Herrem 7 | 34:19(15:9) | Uegaki 8 | Suzhou Sports Center, Suzhou Widzów: 750 Sędzia: Guseva, Vartanian |

| 5 grudnia 200921:15 | Węgry  | 33:25(15:11) | Tunezja    | Suzhou Sports Center, Suzhou Widzów: 500 Sędzia: Brunovský, Čanda |
| 5 grudnia 200921:15 | Tóth 9 | 33:25(15:11) | Khouildi 8 | Suzhou Sports Center, Suzhou Widzów: 500 Sędzia: Brunovský, Čanda |

| 6 grudnia 200917:15 | Chile     | 14:48(6:24) | Węgry            | Suzhou Sports Center, Suzhou Widzów: 200 Sędzia: Guseva, Vartanian |
| 6 grudnia 200917:15 | Canessa 6 | 14:48(6:24) | Zácsik, Juhasz 8 | Suzhou Sports Center, Suzhou Widzów: 200 Sędzia: Guseva, Vartanian |

| 6 grudnia 200919:15 | Tunezja   | 25:36(14:18) | Norwegia         | Suzhou Sports Center, Suzhou Widzów: 200 Sędzia: Geipel, Helbig |
| 6 grudnia 200919:15 | Chebbah 7 | 25:36(14:18) | Johansen, Løke 6 | Suzhou Sports Center, Suzhou Widzów: 200 Sędzia: Geipel, Helbig |

| 6 grudnia 200921:15 | Japonia  | 28:37(17:17) | Rumunia   | Suzhou Sports Center, Suzhou Widzów: 200 Sędzia: Brunovský, Čanda |
| 6 grudnia 200921:15 | Uegaki 8 | 28:37(17:17) | Pușcașu 9 | Suzhou Sports Center, Suzhou Widzów: 200 Sędzia: Brunovský, Čanda |

| 7 grudnia 200917:15 | Japonia  | 31:31(16:14) | Tunezja             | Suzhou Sports Center, Suzhou Widzów: 250 Sędzia: Līcis, Stoļarovs |
| 7 grudnia 200917:15 | Fujii 10 | 31:31(16:14) | Elghaoui, Chebbah 7 | Suzhou Sports Center, Suzhou Widzów: 250 Sędzia: Līcis, Stoļarovs |

| 7 grudnia 200919:15 | Norwegia     | 44:15(21:7) | Chile        | Suzhou Sports Center, Suzhou Widzów: 400 Sędzia: Brunovský, Čanda |
| 7 grudnia 200919:15 | Riegelhuth 9 | 44:15(21:7) | Feuchtmann 3 | Suzhou Sports Center, Suzhou Widzów: 400 Sędzia: Brunovský, Čanda |

| 7 grudnia 200921:15 | Rumunia     | 31:25(16:7) | Węgry  | Suzhou Sports Center, Suzhou Widzów: 200 Sędzia: Geipel, Helbig |
| 7 grudnia 200921:15 | Lecușanu 12 | 31:25(16:7) | Tóth 7 | Suzhou Sports Center, Suzhou Widzów: 200 Sędzia: Geipel, Helbig |

| 9 grudnia 200917:15 | Chile                         | 13:19(19:38) | Japonia                    | Suzhou Sports Center, Suzhou Widzów: 100 Sędzia: Geipel, Helbig |
| 9 grudnia 200917:15 | Canessa, Feuchtmann, Flores 6 | 13:19(19:38) | Fujii, Takahashi, Uegaki 6 | Suzhou Sports Center, Suzhou Widzów: 100 Sędzia: Geipel, Helbig |

| 9 grudnia 200919:15 | Węgry            | 19:25(11:11) | Norwegia     | Suzhou Sports Center, Suzhou Widzów: 700 Sędzia: Līcis, Stoļarovs |
| 9 grudnia 200919:15 | Bulath, Vérten 3 | 19:25(11:11) | Riegelhuth 6 | Suzhou Sports Center, Suzhou Widzów: 700 Sędzia: Līcis, Stoļarovs |

| 9 grudnia 200921:15 | Rumunia   | 39:22(23:10) | Tunezja    | Suzhou Sports Center, Suzhou Widzów: 200 Sędzia: Guseva, Vartanian |
| 9 grudnia 200921:15 | Pușcașu 7 | 39:22(23:10) | Khouildi 6 | Suzhou Sports Center, Suzhou Widzów: 200 Sędzia: Guseva, Vartanian |

| 10 grudnia 200917:15 | Tunezja          | 34:16(21:7) | Chile     | Suzhou Sports Center, Suzhou Widzów: 100 Sędzia: Chen, Lu |
| 10 grudnia 200917:15 | Msaad, Chebbah 8 | 34:16(21:7) | Musalem 6 | Suzhou Sports Center, Suzhou Widzów: 100 Sędzia: Chen, Lu |

| 10 grudnia 200919:15 | Norwegia               | 25:24(14:12) | Rumunia | Suzhou Sports Center, Suzhou Widzów: 1 000 Sędzia: Brunovský, Čanda |
| 10 grudnia 200919:15 | Nøstvold, Riegelhuth 5 | 25:24(14:12) | Neagu 9 | Suzhou Sports Center, Suzhou Widzów: 1 000 Sędzia: Brunovský, Čanda |

| 10 grudnia 200921:15 | Węgry  | 35:28(15:14) | Japonia | Suzhou Sports Center, Suzhou Widzów: 300 Sędzia: Geipel, Helbig |
| 10 grudnia 200921:15 | Tóth 8 | 35:28(15:14) | Fujii 8 | Suzhou Sports Center, Suzhou Widzów: 300 Sędzia: Geipel, Helbig |

### Grupa D
| 5 grudnia 200915:30 | Korea Południowa | 39:21(17:14) | Kazachstan | Changzhou Olympic Sports Center, Changzhou Widzów: 500 Sędzia: Gatelis, Mažeika |
| 5 grudnia 200915:30 | Jung Ji-hae 8    | 39:21(17:14) | Jegunowa 6 | Changzhou Olympic Sports Center, Changzhou Widzów: 500 Sędzia: Gatelis, Mažeika |

| 5 grudnia 200917:30 | Hiszpania         | 29:18(13:9) | Wybrzeże Kości Słoniowej | Changzhou Olympic Sports Center, Changzhou Widzów: 300 Sędzia: Al-Mutawa, Al-Suwailam |
| 5 grudnia 200917:30 | Aguilar, Benzal 6 | 29:18(13:9) | Mambo, Gondo-Bredou 4    | Changzhou Olympic Sports Center, Changzhou Widzów: 300 Sędzia: Al-Mutawa, Al-Suwailam |

| 5 grudnia 200919:30 | Chiny                  | 26:15(12:6) | Argentyna | Changzhou Olympic Sports Center, Changzhou Widzów: 2 500 Sędzia: Gjeding, Hansen |
| 5 grudnia 200919:30 | Wei Qiuxiang, Li Yao 6 | 26:15(12:6) | Decilio 7 | Changzhou Olympic Sports Center, Changzhou Widzów: 2 500 Sędzia: Gjeding, Hansen |

| 6 grudnia 200915:30 | Wybrzeże Kości Słoniowej | 26:35(13:15) | Korea Południowa | Changzhou Olympic Sports Center, Changzhou Widzów: 300 Sędzia: Gjeding, Hansen |
| 6 grudnia 200915:30 | Gondo-Bredou 6           | 26:35(13:15) | Kim On-a 8       | Changzhou Olympic Sports Center, Changzhou Widzów: 300 Sędzia: Gjeding, Hansen |

| 6 grudnia 200917:30 | Argentyna | 15:33(9:14) | Hiszpania | Changzhou Olympic Sports Center, Changzhou Widzów: 500 Sędzia: Gatelis, Mažeika |
| 6 grudnia 200917:30 | Decilio 5 | 15:33(9:14) | Aguilar 9 | Changzhou Olympic Sports Center, Changzhou Widzów: 500 Sędzia: Gatelis, Mažeika |

| 6 grudnia 200919:30 | Kazachstan  | 13:25(7:9) | Chiny       | Changzhou Olympic Sports Center, Changzhou Widzów: 2 500 Sędzia: C. Bonaventura, J. Bonaventura |
| 6 grudnia 200919:30 | Jakowlewa 5 | 13:25(7:9) | Li Weiwei 7 | Changzhou Olympic Sports Center, Changzhou Widzów: 2 500 Sędzia: C. Bonaventura, J. Bonaventura |

| 7 grudnia 200914:30 | Wybrzeże Kości Słoniowej | 19:19(11:10) | Argentyna | Changzhou Olympic Sports Center, Changzhou Widzów: 500 Sędzia: Al-Mutawa, Al-Suwailam |
| 7 grudnia 200914:30 | Kuyo, Mambo, Karamoko 4  | 19:19(11:10) | Mendoza 7 | Changzhou Olympic Sports Center, Changzhou Widzów: 500 Sędzia: Al-Mutawa, Al-Suwailam |

| 7 grudnia 200916:30 | Korea Południowa                      | 33:25(17:13) | Chiny       | Changzhou Olympic Sports Center, Changzhou Widzów: 5 000 Sędzia: Gatelis, Mažeika |
| 7 grudnia 200916:30 | Woo Sun-hee, Kim On-a, Moon Pil-hee 7 | 33:25(17:13) | Li Weiwei 8 | Changzhou Olympic Sports Center, Changzhou Widzów: 5 000 Sędzia: Gatelis, Mažeika |

| 7 grudnia 200918:30 | Hiszpania | 30:12(12:5) | Kazachstan | Changzhou Olympic Sports Center, Changzhou Widzów: 200 Sędzia: Gjeding, Hansen |
| 7 grudnia 200918:30 | Mangué 6  | 30:12(12:5) | Jefimowa 3 | Changzhou Olympic Sports Center, Changzhou Widzów: 200 Sędzia: Gjeding, Hansen |

| 9 grudnia 200914:30 | Kazachstan | 22:30(13:13) | Wybrzeże Kości Słoniowej | Changzhou Olympic Sports Center, Changzhou Widzów: 200 Sędzia: Gatelis, Mažeika |
| 9 grudnia 200914:30 | Kozłowa 7  | 22:30(13:13) | Mambo 10                 | Changzhou Olympic Sports Center, Changzhou Widzów: 200 Sędzia: Gatelis, Mažeika |

| 9 grudnia 200916:30 | Chiny         | 12:27(9:11) | Hiszpania | Changzhou Olympic Sports Center, Changzhou Widzów: 2 000 Sędzia: C. Bonaventura, J. Bonaventura |
| 9 grudnia 200916:30 | Liu Xiaomei 4 | 12:27(9:11) | Mangué 7  | Changzhou Olympic Sports Center, Changzhou Widzów: 2 000 Sędzia: C. Bonaventura, J. Bonaventura |

| 9 grudnia 200918:30 | Korea Południowa                                         | 36:15(19:10) | Argentyna | Changzhou Olympic Sports Center, Changzhou Widzów: 200 Sędzia: Al-Mutawa, Al-Suwailam |
| 9 grudnia 200918:30 | Lee Seon-mi, Nam Hyun-hwa, Park Hye-gyung, Yoo Hyun-ji 5 | 36:15(19:10) | Bianchi 4 | Changzhou Olympic Sports Center, Changzhou Widzów: 200 Sędzia: Al-Mutawa, Al-Suwailam |

| 10 grudnia 200914:30 | Argentyna | 24:28(11:12) | Kazachstan | Changzhou Olympic Sports Center, Changzhou Widzów: 100 Sędzia: C. Bonaventura, J. Bonaventura |
| 10 grudnia 200914:30 | Mendoza 7 | 24:28(11:12) | Pikałowa 7 | Changzhou Olympic Sports Center, Changzhou Widzów: 100 Sędzia: C. Bonaventura, J. Bonaventura |

| 10 grudnia 200916:30 | Chiny          | 35:21(18:11) | Wybrzeże Kości Słoniowej | Changzhou Olympic Sports Center, Changzhou Widzów: 2 500 Sędzia: Gatelis, Mažeika |
| 10 grudnia 200916:30 | Wei Qiuxiang 8 | 35:21(18:11) | Mambo, Gondo-Bredou 5    | Changzhou Olympic Sports Center, Changzhou Widzów: 2 500 Sędzia: Gatelis, Mažeika |

| 10 grudnia 200918:30 | Hiszpania | 28:27(15:15) | Korea Południowa              | Changzhou Olympic Sports Center, Changzhou Widzów: 500 Sędzia: Gjeding, Hansen |
| 10 grudnia 200918:30 | Aguilar 8 | 28:27(15:15) | Jung Ji-hae, Myoung Bok-hee 6 | Changzhou Olympic Sports Center, Changzhou Widzów: 500 Sędzia: Gjeding, Hansen |

## President's Cup

### Grupa 1
| 12 grudnia 200919:00 | Brazylia                | 45:12(20:7) | Australia            | Wuxi Sports Center, Wuxi Widzów: 100 Sędzia: Chen, Lu |
| 12 grudnia 200919:00 | F. da Silva, da Silva 9 | 45:12(20:7) | Sørensen, Brunberg 3 | Wuxi Sports Center, Wuxi Widzów: 100 Sędzia: Chen, Lu |

| 12 grudnia 200915:00 | Kongo          | 30:38(16:20) | Ukraina                         | Wuxi Sports Center, Wuxi Widzów: 98 Sędzia: Florescu, Duţă |
| 12 grudnia 200915:00 | Itoua Atsono 9 | 30:38(16:20) | Tsibulenko, Julija Manaharowa 7 | Wuxi Sports Center, Wuxi Widzów: 98 Sędzia: Florescu, Duţă |

| 12 grudnia 200917:00 | Szwecja      | 49:18(19:8) | Tajlandia    | Wuxi Sports Center, Wuxi Widzów: 150 Sędzia: Opava, Válek |
| 12 grudnia 200917:00 | Skogsberg 12 | 49:18(19:8) | Suphasanan 6 | Wuxi Sports Center, Wuxi Widzów: 150 Sędzia: Opava, Válek |

| 13 grudnia 200917:00 | Ukraina   | 30:36(20:20) | Brazylia    | Wuxi Sports Center, Wuxi Widzów: 200 Sędzia: Beji, Farah |
| 13 grudnia 200917:00 | Liapina 6 | 30:36(20:20) | Pinheiro 10 | Wuxi Sports Center, Wuxi Widzów: 200 Sędzia: Beji, Farah |

| 13 grudnia 200919:00 | Australia  | 21:66(8:26) | Szwecja  | Wuxi Sports Center, Wuxi Widzów: 35 Sędzia: Florescu, Duţă |
| 13 grudnia 200919:00 | Sørensen 6 | 21:66(8:26) | Boson 12 | Wuxi Sports Center, Wuxi Widzów: 35 Sędzia: Florescu, Duţă |

| 13 grudnia 200915:00 | Tajlandia   | 24:32(11:12) | Kongo       | Wuxi Sports Center, Wuxi Widzów: 25 Sędzia: Chen, Lu |
| 13 grudnia 200915:00 | Thanawat 10 | 24:32(11:12) | Mavoungou 7 | Wuxi Sports Center, Wuxi Widzów: 25 Sędzia: Chen, Lu |

| 14 grudnia 200915:00 | Kongo                 | 33:22(4:9) | Australia       | Wuxi Sports Center, Wuxi Widzów: 25 Sędzia: Chen S., Lu M. |
| 14 grudnia 200915:00 | Okoko, Itoua Atsono 6 | 33:22(4:9) | Hudson-Gofers 7 | Wuxi Sports Center, Wuxi Widzów: 25 Sędzia: Chen S., Lu M. |

| 14 grudnia 200917:00 | Brazylia      | 44:19(7:9) | Tajlandia    | Wuxi Sports Center, Wuxi Widzów: 200 Sędzia: Florescu, Duţă |
| 14 grudnia 200917:00 | F. da Silva 8 | 44:19(7:9) | Suphasanan 6 | Wuxi Sports Center, Wuxi Widzów: 200 Sędzia: Florescu, Duţă |

| 14 grudnia 200919:00 | Szwecja   | 34:31(16:17) | Ukraina        | Wuxi Sports Center, Wuxi Widzów: 25 Sędzia: Opava, Válek |
| 14 grudnia 200919:00 | Wikensten | 34:31(16:17) | Nikołajenko 10 | Wuxi Sports Center, Wuxi Widzów: 25 Sędzia: Opava, Válek |

### Grupa 2
| 12 grudnia 200919:00 | Tunezja | 32:22(13:12) | Argentyna  | Zhangjiagang Sports Center Gym, Zhangjiagang Widzów: 100 Sędzia: Guseva, Vartanian |
| 12 grudnia 200919:00 | Toumi 8 | 32:22(13:12) | Decilio 10 | Zhangjiagang Sports Center Gym, Zhangjiagang Widzów: 100 Sędzia: Guseva, Vartanian |

| 12 grudnia 200917:00 | Chile        | 19:28(12:15) | Wybrzeże Kości Słoniowej | Zhangjiagang Sports Center Gym, Zhangjiagang Widzów: 100 Sędzia: Al Mutawa, Al Suwailan |
| 12 grudnia 200917:00 | Feuchtmann 5 | 19:28(12:15) | Gondo-Bredou             | Zhangjiagang Sports Center Gym, Zhangjiagang Widzów: 100 Sędzia: Al Mutawa, Al Suwailan |

| 12 grudnia 200915:00 | Japonia | 33:17(15:11) | Kazachstan | Zhangjiagang Sports Center Gym, Zhangjiagang Widzów: 100 Sędzia: Līcis, Stoļarovs |
| 12 grudnia 200915:00 | Fujii 9 | 33:17(15:11) | Kozłowa 5  | Zhangjiagang Sports Center Gym, Zhangjiagang Widzów: 100 Sędzia: Līcis, Stoļarovs |

| 13 grudnia 200915:00 | Wybrzeże Kości Słoniowej | 27:39(16:14) | Tunezja    | Zhangjiagang Sports Center Gym, Zhangjiagang Widzów: 100 Sędzia: Līcis, Stoļarovs |
| 13 grudnia 200915:00 | Gondo-Bredou 10          | 27:39(16:14) | Chebbah 10 | Zhangjiagang Sports Center Gym, Zhangjiagang Widzów: 100 Sędzia: Līcis, Stoļarovs |

| 13 grudnia 200919:00 | Argentyna | 25:24(15:12) | Japonia | Zhangjiagang Sports Center Gym, Zhangjiagang Widzów: 100 Sędzia: Liu S., Liu F. |
| 13 grudnia 200919:00 | Decilio 6 | 25:24(15:12) | Fujii 8 | Zhangjiagang Sports Center Gym, Zhangjiagang Widzów: 100 Sędzia: Liu S., Liu F. |

| 13 grudnia 200917:00 | Kazachstan | 32:26(18:18) | Chile    | Zhangjiagang Sports Center Gym, Zhangjiagang Widzów: 100 Sędzia: Guseva, Vartanian |
| 13 grudnia 200917:00 | Kubrina 7  | 32:26(18:18) | Flores 8 | Zhangjiagang Sports Center Gym, Zhangjiagang Widzów: 100 Sędzia: Guseva, Vartanian |

| 14 grudnia 200919:00 | Chile      | 16:22(7:10) | Argentyna          | Zhangjiagang Sports Center Gym, Zhangjiagang Widzów: 100 Sędzia: Al Mutawa, Al Suwailam |
| 14 grudnia 200919:00 | Letelier 4 | 16:22(7:10) | Criveli, Bianchi 4 | Zhangjiagang Sports Center Gym, Zhangjiagang Widzów: 100 Sędzia: Al Mutawa, Al Suwailam |

| 14 grudnia 200917:00 | Tunezja    | 33:20(5:10) | Kazachstan | Zhangjiagang Sports Center Gym, Zhangjiagang Widzów: 100 Sędzia: Liu S., Liu F. |
| 14 grudnia 200917:00 | Chebbah 10 | 33:20(5:10) | Suiazowa 4 | Zhangjiagang Sports Center Gym, Zhangjiagang Widzów: 100 Sędzia: Liu S., Liu F. |

| 14 grudnia 200915:00 | Japonia                               | 32:31(6:11) | Wybrzeże Kości Słoniowej | Zhangjiagang Sports Center Gym, Zhangjiagang Widzów: 100 Sędzia: Guseva, Vartanian |
| 14 grudnia 200915:00 | Takahashi, Kamimachi, Uegaki, Fujii 5 | 32:31(6:11) | Gondo-Bredou 14          | Zhangjiagang Sports Center Gym, Zhangjiagang Widzów: 100 Sędzia: Guseva, Vartanian |

## Faza zasadnicza

### Grupa I
| 12 grudnia 200917:00 | Niemcy    | 22:34(13:16) | Rosja   | Yangzhou Sports Garden, Yangzhou Widzów: 2 500 Sędzia: Marina, Minore |
| 12 grudnia 200917:00 | Neukamp 8 | 22:34(13:16) | Turej 6 | Yangzhou Sports Garden, Yangzhou Widzów: 2 500 Sędzia: Marina, Minore |

| 12 grudnia 200919:00 | Francja                   | 33:24(15:9) | Angola           | Yangzhou Sports Garden, Yangzhou Widzów: 2 800 Sędzia: Horváth, Márton |
| 12 grudnia 200919:00 | Goudjo, Deroin, Signaté 4 | 33:24(15:9) | Viegas, Elzira 5 | Yangzhou Sports Garden, Yangzhou Widzów: 2 800 Sędzia: Horváth, Márton |

| 12 grudnia 200921:00 | Dania          | 30:27(15:16) | Austria           | Yangzhou Sports Garden, Yangzhou Widzów: 2 600 Sędzia: Andersen, Sødal |
| 12 grudnia 200921:00 | L. Mortensen 8 | 30:27(15:16) | Engel, Spiridon 6 | Yangzhou Sports Garden, Yangzhou Widzów: 2 600 Sędzia: Andersen, Sødal |

| 13 grudnia 200917:00 | Austria | 26:29(14:12) | Niemcy   | Yangzhou Sports Garden, Yangzhou Widzów: 2 000 Sędzia: Horváth, Márton |
| 13 grudnia 200917:00 | Subke 7 | 26:29(14:12) | Müller 7 | Yangzhou Sports Garden, Yangzhou Widzów: 2 000 Sędzia: Horváth, Márton |

| 13 grudnia 200919:00 | Rosja      | 23:24(14:12) | Francja           | Yangzhou Sports Garden, Yangzhou Widzów: 2 500 Sędzia: Andersen, Sødal |
| 13 grudnia 200919:00 | Chmyrowa 7 | 23:24(14:12) | Baudouin, Limal 5 | Yangzhou Sports Garden, Yangzhou Widzów: 2 500 Sędzia: Andersen, Sødal |

| 13 grudnia 200921:00 | Angola                    | 28:23(14:14) | Dania      | Yangzhou Sports Garden, Yangzhou Widzów: 2 500 Sędzia: Gatelis, Mažeika |
| 13 grudnia 200921:00 | Elzira, Luísa, Azenaide 6 | 28:23(14:14) | Troelsen 9 | Yangzhou Sports Garden, Yangzhou Widzów: 2 500 Sędzia: Gatelis, Mažeika |

| 15 grudnia 200917:00 | Niemcy            | 25:21(12:13) | Angola     | Yangzhou Sports Garden, Yangzhou Widzów: 1 000 Sędzia: Horváth, Márton |
| 15 grudnia 200917:00 | Müller, Neukamp 4 | 25:21(12:13) | Azenaide 8 | Yangzhou Sports Garden, Yangzhou Widzów: 1 000 Sędzia: Horváth, Márton |

| 15 grudnia 200919:00 | Francja     | 35:20(19:12) | Austria  | Yangzhou Sports Garden, Yangzhou Widzów: 2 500 Sędzia: Marina, Minore |
| 15 grudnia 200919:00 | Baudouin 10 | 35:20(19:12) | Engel 11 | Yangzhou Sports Garden, Yangzhou Widzów: 2 500 Sędzia: Marina, Minore |

| 15 grudnia 200921:00 | Dania          | 25:30(12:13) | Rosja      | Yangzhou Sports Garden, Yangzhou Widzów: 2 500 Sędzia: Raluy, Sabroso |
| 15 grudnia 200921:00 | L. Mortensen 8 | 25:30(12:13) | Postnowa 8 | Yangzhou Sports Garden, Yangzhou Widzów: 2 500 Sędzia: Raluy, Sabroso |

### Grupa II
| 12 grudnia 200917:15 | Rumunia            | 40:19(21:12) | Chiny          | Suzhou Sports Center, Suzhou Widzów: 1 500 Sędzia: J. Bonaventura, C. Bonaventura |
| 12 grudnia 200917:15 | Pușcașu, Vărzaru 6 | 40:19(21:12) | Lan Xiaoling 5 | Suzhou Sports Center, Suzhou Widzów: 1 500 Sędzia: J. Bonaventura, C. Bonaventura |

| 12 grudnia 200919:15 | Norwegia   | 27:28(14:13) | Korea Południowa | Suzhou Sports Center, Suzhou Widzów: 500 Sędzia: Geipel, Helbig |
| 12 grudnia 200919:15 | Nøstvold 5 | 27:28(14:13) | Yu Eun-hee 7     | Suzhou Sports Center, Suzhou Widzów: 500 Sędzia: Geipel, Helbig |

| 12 grudnia 200921:15 | Węgry    | 21:21(8:10) | Hiszpania | Suzhou Sports Center, Suzhou Widzów: 500 Sędzia: Brunovský, Čanda |
| 12 grudnia 200921:15 | Zácsik 5 | 21:21(8:10) | Martín 6  | Suzhou Sports Center, Suzhou Widzów: 500 Sędzia: Brunovský, Čanda |

| 13 grudnia 200917:15 | Korea Południowa       | 28:28(11:17) | Węgry    | Suzhou Sports Center, Suzhou Widzów: 500 Sędzia: Bonaventura J., Bonaventura C. |
| 13 grudnia 200917:15 | Kim On-a, Lee Eun-bi 5 | 28:28(11:17) | Zácsik 8 | Suzhou Sports Center, Suzhou Widzów: 500 Sędzia: Bonaventura J., Bonaventura C. |

| 13 grudnia 200919:15 | Chiny       | 19:34(10:18) | Norwegia     | Suzhou Sports Center, Suzhou Widzów: 800 Sędzia: Brunovský, Čanda |
| 13 grudnia 200919:15 | Li Weiwei 5 | 19:34(10:18) | Riegelhuth 7 | Suzhou Sports Center, Suzhou Widzów: 800 Sędzia: Brunovský, Čanda |

| 13 grudnia 200921:15 | Hiszpania | 26:25(14:12) | Rumunia   | Suzhou Sports Center, Suzhou Widzów: 500 Sędzia: Gjeding, Hansen |
| 13 grudnia 200921:15 | Mangué 8  | 26:25(14:12) | Amariei 6 | Suzhou Sports Center, Suzhou Widzów: 500 Sędzia: Gjeding, Hansen |

| 15 grudnia 200917:15 | Węgry    | 25:21(14:10) | Chiny       | Suzhou Sports Center, Suzhou Widzów: 3 000 Sędzia: Florescu, Duţă |
| 15 grudnia 200917:15 | Zácsik 8 | 25:21(14:10) | Li Weiwei 9 | Suzhou Sports Center, Suzhou Widzów: 3 000 Sędzia: Florescu, Duţă |

| 15 grudnia 200919:15 | Norwegia     | 27:24(8:14) | Hiszpania | Suzhou Sports Center, Suzhou Widzów: 2 000 Sędzia: Gjeding, Hansen |
| 15 grudnia 200919:15 | Riegelhuth 7 | 27:24(8:14) | Aguilar 6 | Suzhou Sports Center, Suzhou Widzów: 2 000 Sędzia: Gjeding, Hansen |

| 15 grudnia 200921:15 | Rumunia             | 34:34(13:19) | Korea Południowa | Suzhou Sports Center, Suzhou Widzów: 1 000 Sędzia: Geipel, Helbig |
| 15 grudnia 200921:15 | Vărzaru, Lecușanu 6 | 34:34(13:19) | Jung Ji-hae 9    | Suzhou Sports Center, Suzhou Widzów: 1 000 Sędzia: Geipel, Helbig |

## Faza pucharowa

### Mecze o miejsca 1–4
| 18 grudnia 200918:30 | Francja           | 27:23(12:10) | Hiszpania | Nanjing Olympic Sports Center Gymnasium, Nankin Widzów: 6 000 Sędzia: Gatelis, Mažeika |
| 18 grudnia 200918:30 | Ayglon, Signaté 5 | 27:23(12:10) | Mangué 9  | Nanjing Olympic Sports Center Gymnasium, Nankin Widzów: 6 000 Sędzia: Gatelis, Mažeika |

| 18 grudnia 200921:15 | Norwegia               | 20:28(12:17) | Rosja      | Nanjing Olympic Sports Center Gymnasium, Nankin Widzów: 6 500 Sędzia: Geipel, Helbig |
| 18 grudnia 200921:15 | Frafjord, Riegelhuth 4 | 20:28(12:17) | Postnowa 6 | Nanjing Olympic Sports Center Gymnasium, Nankin Widzów: 6 500 Sędzia: Geipel, Helbig |

| 20 grudnia 200916:30 | Hiszpania                  | 26:31(9:15) | Norwegia   | Nanjing Olympic Sports Center Gymnasium, Nankin Widzów: 10 000 Sędzia: Marina, Minore |
| 20 grudnia 200916:30 | Alberto, Mangué, Aguilar 5 | 26:31(9:15) | Frafjord 7 | Nanjing Olympic Sports Center Gymnasium, Nankin Widzów: 10 000 Sędzia: Marina, Minore |

| 20 grudnia 200919:00 | Francja   | 22:25(11:14) | Rosja        | Nanjing Olympic Sports Center Gymnasium, Nankin Widzów: 13 000 Sędzia: Gjeding, Hansen |
| 20 grudnia 200919:00 | Signaté 8 | 22:25(11:14) | Dmitrijewa 8 | Nanjing Olympic Sports Center Gymnasium, Nankin Widzów: 13 000 Sędzia: Gjeding, Hansen |

### Mecz o 5. miejsce
| 17 grudnia 200921:00 | Dania         | 33:31(20:15) | Korea Południowa | Suzhou Sports Center, Suzhou Widzów: 500 Sędzia: Opava, Válek |
| 17 grudnia 200921:00 | Augustesen 10 | 33:31(20:15) | Kim On-a 9       | Suzhou Sports Center, Suzhou Widzów: 500 Sędzia: Opava, Válek |

### Mecz o 7. miejsce
| 17 grudnia 200918:30 | Niemcy    | 35:25(20:13) | Rumunia   | Suzhou Sports Center, Suzhou Widzów: 500 Sędzia: Bonaventura C., Bonaventura J. |
| 17 grudnia 200918:30 | Althaus 6 | 35:25(20:13) | Amariei 7 | Suzhou Sports Center, Suzhou Widzów: 500 Sędzia: Bonaventura C., Bonaventura J. |

### Mecz o 9. miejsce
| 17 grudnia 200913:30 | Austria           | 25:41(15:17) | Węgry | Suzhou Sports Center, Suzhou Widzów: 200 Sędzia: Florescu, Duţă |
| 17 grudnia 200913:30 | Engel, Spiridon 7 | 25:41(15:17) | Tóth  | Suzhou Sports Center, Suzhou Widzów: 200 Sędzia: Florescu, Duţă |

### Mecz o 11. miejsce
| 17 grudnia 200916:00 | Angola     | 26:25(14:14) | Chiny       | Suzhou Sports Center, Suzhou Widzów: 500 Sędzia: Guseva, Vartanian |
| 17 grudnia 200916:00 | Azenaide 8 | 26:25(14:14) | Li Weiwei 6 | Suzhou Sports Center, Suzhou Widzów: 500 Sędzia: Guseva, Vartanian |

### Mecz o 13. miejsce
| 15 grudnia 200919:00 | Szwecja   | 33:31(12:10) | Tunezja | Zhangjiagang Sports Center Gym, Zhangjiagang Widzów: 100 Sędzia: Al-Mutawa, Al-Suwailam |
| 15 grudnia 200919:00 | Gullden 8 | 33:31(12:10) | Toumi 9 | Zhangjiagang Sports Center Gym, Zhangjiagang Widzów: 100 Sędzia: Al-Mutawa, Al-Suwailam |

### Mecz o 15. miejsce
| 15 grudnia 200916:30 | Brazylia | 31:29(19:17) | Japonia | Zhangjiagang Sports Center Gym, Zhangjiagang Widzów: 100 Sędzia: Līcis, Stoļarovs |
| 15 grudnia 200916:30 | Lima 6   | 31:29(19:17) | Fujii 9 | Zhangjiagang Sports Center Gym, Zhangjiagang Widzów: 100 Sędzia: Līcis, Stoļarovs |

### Mecz o 17. miejsce
| 15 grudnia 200914:00 | Ukraina        | 34:29(13:11) | Wybrzeże Kości Słoniowej | Zhangjiagang Sports Center Gym, Zhangjiagang Widzów: 100 Sędzia: Liu S., Liu F. |
| 15 grudnia 200914:00 | Nikołajenko 11 | 34:29(13:11) | Gondo-Bredou, Dosso 7    | Zhangjiagang Sports Center Gym, Zhangjiagang Widzów: 100 Sędzia: Liu S., Liu F. |

### Mecz o 19. miejsce
| 15 grudnia 200919:00 | Kongo        | 26:35(9:18) | Argentyna  | Wuxi Sports Center, Wuxi Widzów: 200 Sędzia: Beji, Farah |
| 15 grudnia 200919:00 | Okoye Mbon 9 | 26:35(9:18) | Bianchi 11 | Wuxi Sports Center, Wuxi Widzów: 200 Sędzia: Beji, Farah |

### Mecz o 21. miejsce
| 15 grudnia 200914:00 | Tajlandia  | 27:23(13:13) | Kazachstan | Wuxi Sports Center, Wuxi Widzów: 25 Sędzia: Chen S., Liu M. |
| 15 grudnia 200914:00 | Thanawat 8 | 27:23(13:13) | Pikałowa 6 | Wuxi Sports Center, Wuxi Widzów: 25 Sędzia: Chen S., Liu M. |

### Mecz o 23. miejsce
| 15 grudnia 200916:30 | Australia  | 21:32(6:14) | Chile     | Wuxi Sports Center, Wuxi Widzów: 43 Sędzia: Opava, Válek |
| 15 grudnia 200916:30 | Sørensen 4 | 21:32(6:14) | Musalem 8 | Wuxi Sports Center, Wuxi Widzów: 43 Sędzia: Opava, Válek |

## Klasyfikacja końcowa
| Miejsce | Reprezentacja            | Składy |
| ------- | ------------------------ | ------ |
| złoto   | Rosja                    |        |
| srebro  | Francja                  |        |
| brąz    | Norwegia                 |        |
| 4       | Hiszpania                |        |
| 5       | Dania                    |        |
| 6       | Korea Południowa         |        |
| 7       | Niemcy                   |        |
| 8       | Rumunia                  |        |
| 9       | Węgry                    |        |
| 10      | Austria                  |        |
| 11      | Angola                   |        |
| 12      | Chiny                    |        |
| 13      | Szwecja                  |        |
| 14      | Tunezja                  |        |
| 15      | Brazylia                 |        |
| 16      | Japonia                  |        |
| 17      | Ukraina                  |        |
| 18      | Wybrzeże Kości Słoniowej |        |
| 19      | Argentyna                |        |
| 20      | Kongo                    |        |
| 21      | Tajlandia                |        |
| 22      | Kazachstan               |        |
| 23      | Chile                    |        |
| 24      | Australia                |        |

## Nagrody indywidualne
Nagrody indywidualne zdobyły:
| Najlepsza bramkarka | Najlepsza lewoskrzydłowa | Najlepsza prawoskrzydłowa | Najlepsza lewa rozgrywająca | Najlepsza środkowa rozgrywająca | Najlepsza prawa rozgrywająca | Najlepsza obrotowa | MVP              |
| ------------------- | ------------------------ | ------------------------- | --------------------------- | ------------------------------- | ---------------------------- | ------------------ | ---------------- |
| Inna Suslina        | Camilla Herrem           | Linn Kristin Riegelhuth   | Mariama Signaté             | Allison Pineau                  | Marta Mangué                 | Begoña Fernández   | Ludmiła Postnowa |